# Bafoulabé
Bafoulabé ist eine Stadt im Südwesten Malis, in der Region Kayes. Sie ist die Hauptstadt des Kreises Bafoulabé, welcher 1887 der erste Cercle in Mali war.

## Verwaltungsstruktur
Bis 1996 war Bafoulabé Hauptort eines Arrondissements. Nach einer Gebietsreform ist der Ort Sitz einer „ländlichen Gemeinde“ aus 28 Dörfern und gleichzeitig Verwaltungssitz des Kreises Bafoulabé.

## Geographie und Klima

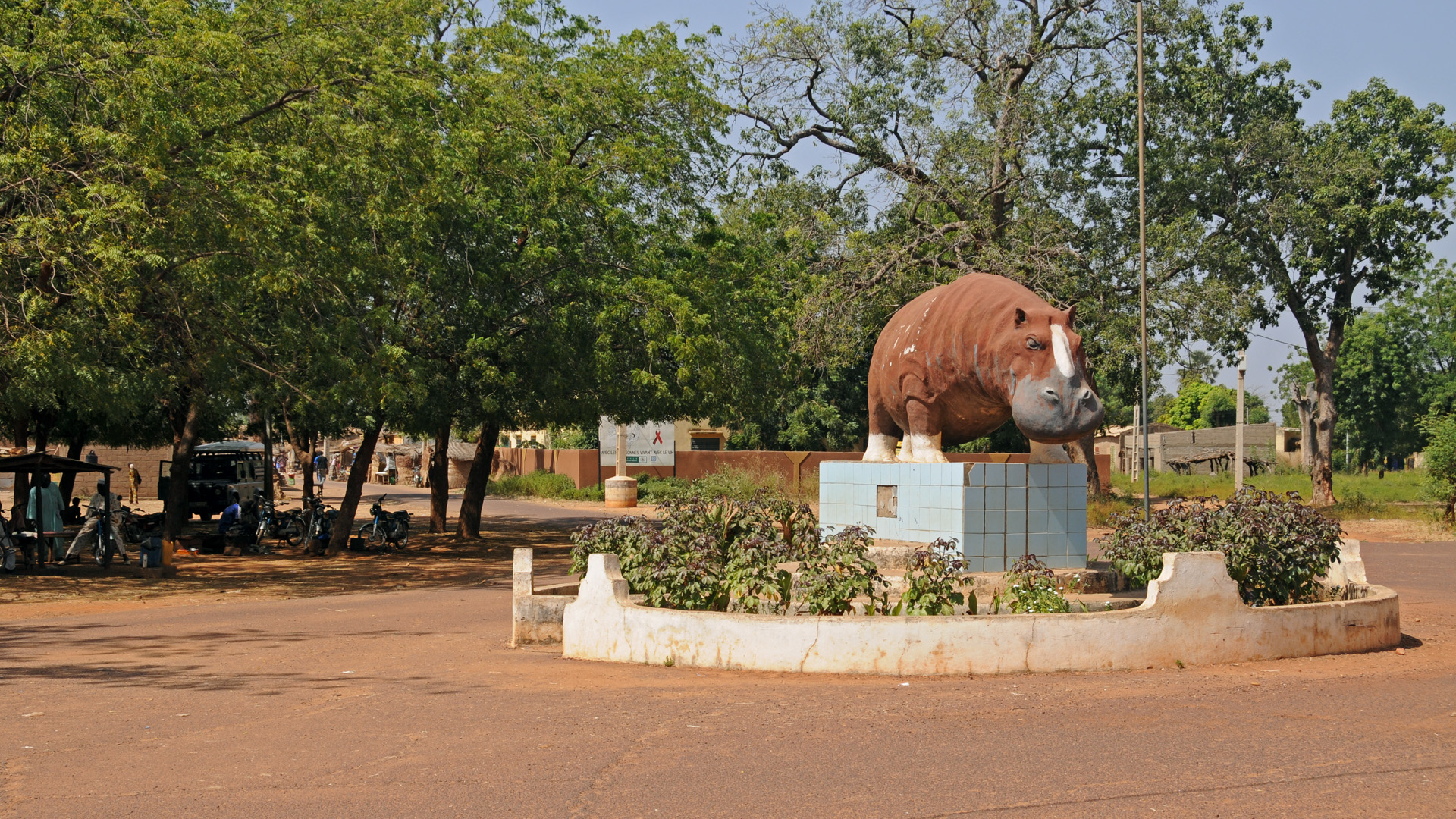
Platz im Zentrum von Bafoulabé

Bei Bafoulabé fließen der Bafing und der Bakoy zusammen und formen den Fluss Senegal. In Bambara heißt Bafoulabé „Treffen der zwei Flüsse“. Rund 90 km südöstlich von Bafoulabé liegt am Bafing der Manantalidamm. Der Damm und sein Stausee, der Lac Manantali, sind der jeweils größte Damm und See in Mali.
Sich über das Ufer des Senegals erstreckend, ist Bafoulabé im Norden durch die Gemeinden Tomora und Sidibéla, im Osten durch Kontéla und Oualia, im Süden durch Mahina und im Westen durch Diamou begrenzt. Das Klima ist sahelisch. Die Regenzeit von Juni bis Oktober bringt weniger als 900 mm/m² Niederschlag pro Jahr. Während der Trockenzeit gibt es eine Hitzephase von Februar bis Juni und eine kühlere Phase von November bis Februar. Die Höchsttemperatur kann 41 °C im Schatten erreichen.

## Bevölkerung und Kultur
1998 hatte Bafoulabé eine Einwohnerzahl von 16.670 und hat nach dem Zensus 2009 19.955 Einwohner. Während der Kolonialzeit war Bafoulabé infolge des Baus der Dakar-Bamako-Eisenbahn im frühen 20. Jahrhundert ein blühendes Handelszentrum. Die Stadt bewohnen hauptsächlich Khassonké, Malinke, Soninke und Fulbe. Ein bekannter ehemaliger Bürger der Stadt ist Fily Dabo Sissoko, einer der Gründerväter Malis.

## Städtepartnerschaften
- Lesquin